# Hrabia Conway
Wicehrabiowie Conway 1. kreacji (parostwo Anglii)
- 1627–1631: Edward Conway, 1. wicehrabia Conway
- 1631–1655: Edward Conway, 2. wicehrabia Conway
- 1655–1683: Edward Conway, 3. wicehrabia Conway

Hrabiowie Conway 1. kreacji (parostwo Anglii)
- 1679–1683: Edward Conway, 1. hrabia Conway

Baronowie Conway 1. kreacji (parostwo Anglii)
- 1703–1732: Francis Seymour-Conway, 1. baron Conway
- 1732–1794: Francis Seymour-Conway, 2. baron Conway

Następni baronowie Conway: patrz - Markiz Hertford